# Pseudopanurgus perarmatus
Pseudopanurgus perarmatus är en biart som beskrevs av Timberlake 1967. Pseudopanurgus perarmatus ingår i släktet Pseudopanurgus och familjen grävbin. Inga underarter finns listade i Catalogue of Life.